# Hondo (Kumamoto)
Hondo (本渡市 -shi) é uma cidade japonesa localizada na província de Kumamoto.
Em 2003 a cidade tinha uma população estimada em 40 838 habitantes e uma densidade populacional de 281,99 h/km². Tem uma área total de 144,82 km².
Recebeu o estatuto de cidade a 1 de Abril de 1954.